# Fortuna Foothills, Arizona
Fortuna Foothills är en ort (CDP) i Yuma County, i delstaten Arizona, USA. Enligt United States Census Bureau har orten en folkmängd på 26 265 invånare (2010) och en landarea på 104 km².